# جرج ساترلند
جرج ساترلند (به انگلیسی: George Sutherland) سناتور سابق عضو حزب جمهوری‌خواه ایالات متحده آمریکا بود. وی در سال ۱۹۰۵ تا ۱۹۱۷ میلادی سناتور ایالت یوتا در سنای ایالات متحده آمریکا بود.